# موهایر اوکتی
موهایر اوکتی (انگلیسی: Muhayer Oktay؛ زادهٔ ۲۸ آوریل ۱۹۹۹) بازیکن فوتبال اهل ترکیه است.
از باشگاه‌هایی که در آن بازی کرده‌است می‌توان به باشگاه فوتبال فورتونا دوسلدورف اشاره کرد.
وی همچنین در تیم‌های ملی فوتبال جوانان ترکیه، و جوانان ترکیه، و جوانان ترکیه، بازی کرده‌است.